# 4 Heures de Monza 2022
Navigation
Édition précédente Édition suivante
Les 4 Heures de Monza 2022, disputées le 3 juillet 2022 sur le circuit de Monza, sont la soixantième édition de cette course, la septième sur un format de quatre heures, et la troisième manche de l'European Le Mans Series 2022.

## Engagés

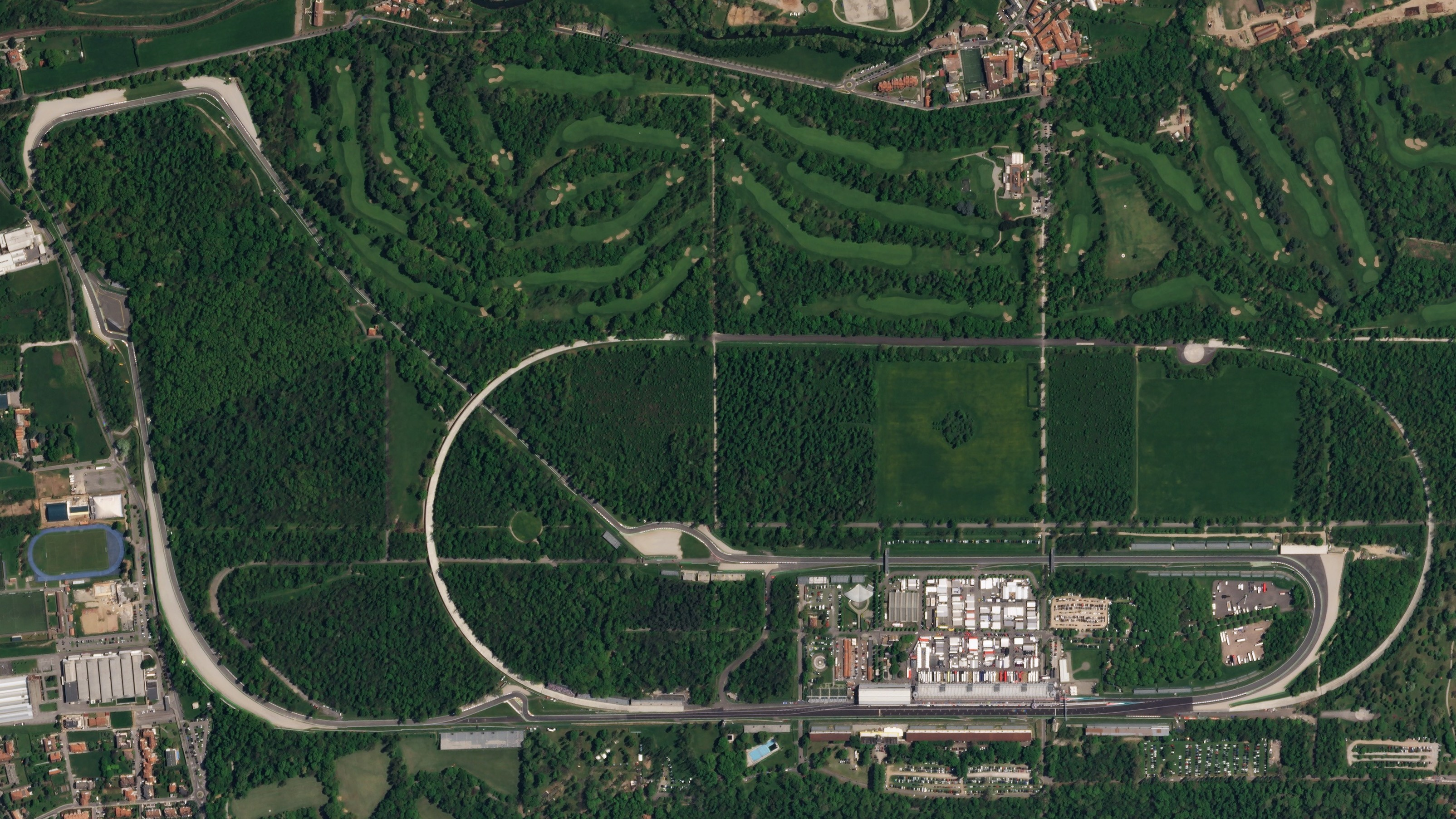
Vue aérienne du Circuit de Monza

La liste officielle des engagés était composée de 42 voitures, 17 en LMP2 dont 7 Pro/Am, 13 en LMP3 et 12 en LM GTE.
Dans la catégorie LMP2, malgré son retour à la compétition en monoplace, Juan Manuel Correa n'a pas pris le volant de l'Oreca 07 n̟°9 de l'écurie italienne Prema Racing et le pilote italien Lorenzo Colombo avait conservé son volant.
Dans la catégorie LMP3, le pilote britannique James Winslow avait remplacé le pilote belge Tom Van Rompuy aux mains de la Duqueine M30 - D08 no 4 de l'écurie luxembourgeoise DKR Engineering. Après avoir manqué les 4 Heures d'Imola, le pilote américain Jim McGuire avait effectué son retour aux mains de la Ligier JS P320 no 3 de l'écurie britannique United Autosports.
Dans la catégorie LMGTE, le pilote néerlandais Jeroen Bleekemolen avait remplacé le pilote colombien Óscar Tunjo aux mains de la Ferrari 488 GTE Evo no 33 de l'écurie allemande Rinaldi Racing.

## Qualifications
| Pos. | Classe | N° | Équipe                    | Pilote                 | Temps          | Écart        |
| 1    | LMP2   | 31 | TDS Racing x Vaillante    | Mathias Beche          | 1 min 38 s 032 | --           |
| 2    | LMP2   | 65 | Panis Racing              | Job van Uitert         | 1 min 38 s 313 | + 0 s 281    |
| 3    | LMP2   | 43 | Inter Europol Competition | Pietro Fittipaldi      | 1 min 38 s 568 | + 0 s 536    |
| 4    | LMP2   | 47 | Algarve Pro Racing        | James Allen            | 1 min 38 s 625 | + 0 s 593    |
| 5    | LMP2   | 37 | Cool Racing               | Yifei Ye               | 1 min 38 s 701 | + 0 s 669    |
| 6    | LMP2   | 9  | Prema Racing              | Louis Delétraz         | 1 min 38 s 746 | + 0 s 714    |
| 7    | LMP2   | 22 | United Autosports         | Tom Gamble             | 1 min 38 s 776 | + 0 s 744    |
| 8    | LMP2   | 30 | Duqueine Team             | Reshad de Gerus        | 1 min 38 s 777 | + 0 s 745    |
| 9    | LMP2   | 28 | IDEC Sport                | Patrick Pilet          | 1 min 38 s 826 | + 0 s 794    |
| 10   | LMP2   | 34 | Racing Team Turkey        | Jack Aitken            | 1 min 38 s 844 | + 0 s 812    |
| 11   | LMP2   | 24 | Nielsen Racing            | Ben Hanley             | 1 min 38 s 886 | + 0 s 854    |
| 12   | LMP2   | 21 | Mühlner Motorsport        | Thomas Laurent         | 1 min 38 s 956 | + 0 s 924    |
| 13   | LMP2   | 88 | AF Corse                  | Nicklas Nielsen        | 1 min 38 s 984 | + 0 s 952    |
| 14   | LMP2   | 19 | Algarve Pro Racing        | Sophia Flörsch         | 1 min 39 s 089 | + 1 s 057    |
| 15   | LMP2   | 51 | Team Virage               | Gabriel Aubry          | 1 min 39 s 237 | + 1 s 205    |
| 16   | LMP2   | 35 | BHK Motorsport            | Sergio Campana         | 1 min 39 s 324 | + 1 s 292    |
| 17   | LMP2   | 40 | Graff Racing              | David Droux            | 1 min 39 s 976 | + 1 s 944    |
| 18   | LMP3   | 17 | Cool Racing               | Malthe Jakobsen        | 1 min 43 s 627 | + 5 s 595    |
| 19   | LMP3   | 13 | Inter Europol Competition | Nico Pino              | 1 min 44 s 421 | + 6 s 389    |
| 20   | LMP3   | 3  | United Autosports         | Kay Van Berlo          | 1 min 44 s 422 | + 6 s 390    |
| 21   | LMP3   | 2  | United Autosports         | Finn Gehrsitz          | 1 min 44 s 721 | + 6 s 689    |
| 22   | LMP3   | 5  | RLR Msport                | Alex Kapadia           | 1 min 44 s 738 | + 6 s 706    |
| 23   | LMP3   | 15 | RLR Msport                | Valentino Catalano     | 1 min 44 s 777 | + 6 s 745    |
| 24   | LMP3   | 14 | Inter Europol Competition | Mateusz Kaprzyk        | 1 min 44 s 792 | + 6 s 760    |
| 25   | LMP3   | 7  | Nielsen Racing            | James Littlejohn       | 1 min 44 s 796 | + 6 s 764    |
| 26   | LMP3   | 10 | Eurointernational         | Glenn van Berlo (en)   | 1 min 44 s 844 | + 6 s 812    |
| 27   | LMP3   | 11 | Eurointernational         | Max Koebolt            | 1 min 45 s 200 | + 7 s 168    |
| 28   | LMP3   | 6  | 360 Racing                | Ross Kaiser            | 1 min 45 s 267 | + 7 s 235    |
| 29   | LMP3   | 4  | DKR Engineering           | Sebastián Álvarez (en) | 1 min 45 s 902 | + 7 s 870    |
| 30   | LMGTE  | 77 | Proton Competition        | Christian Ried         | 1 min 48 s 859 | + 10 s 827   |
| 31   | LMGTE  | 83 | Iron Lynx                 | Sarah Bovy             | 1 min 49 s 105 | + 11 s 073   |
| 32   | LMGTE  | 18 | Absolute Racing           | Andrew Haryanto        | 1 min 49 s 521 | + 11 s 489   |
| 33   | LMGTE  | 66 | JMW Motorsport            | Giacomo Petrobelli     | 1 min 49 s 735 | + 11 s 703   |
| 34   | LMGTE  | 32 | Rinaldi Racing            | Gabriele Lancieri (en) | 1 min 49 s 888 | + 11 s 856   |
| 35   | LMGTE  | 69 | Oman Racing avec TF Sport | Ahmad Al Harthy        | 1 min 50 s 118 | + 12 s 086   |
| 36   | LMGTE  | 93 | Proton Competition        | Michael Fassbender     | 1 min 50 s 272 | + 12 s 240   |
| 37   | LMGTE  | 57 | Car Guy Racing            | Takeshi Kimura         | 1 min 50 s 353 | + 12 s 321   |
| 38   | LMGTE  | 55 | Spirit of Race            | Duncan Cameron         | 1 min 50 s 704 | + 12 s 672   |
| 39   | LMGTE  | 33 | Rinaldi Racing            | Christian Hook         | 1 min 50 s 707 | + 12 s 675   |
| 40   | LMGTE  | 60 | Iron Lynx                 | Claudio Schiavoni      | 1 min 51 s 170 | + 13 s 138   |
| 41   | LMGTE  | 95 | Oman Racing avec TF Sport | John Hartshorne        | 1 min 52 s 553 | + 14 s 521   |
| 42   | LMP3   | 27 | Cool Racing               | Pas de temps           | Pas de temps   | Pas de temps |

## Course

### Classement de la course
Voici le classement final au terme de la course.
- Les vainqueurs de chaque catégorie sont signalés par un fond jauni.
- Pour la colonne Pneus, il faut passer le curseur au-dessus du modèle pour connaître le manufacturier de pneumatiques.

| Pos    | Classe | no | Écurie                    | Pilotes                                                   | Châssis                        | Pneus | Tours | Temps               |
| Pos    | Classe | no | Écurie                    | Pilotes                                                   | Moteur                         | Pneus | Tours | Temps               |
| ------ | ------ | -- | ------------------------- | --------------------------------------------------------- | ------------------------------ | ----- | ----- | ------------------- |
| 1      | LMP2   | 28 | IDEC Sport                | Paul-Loup Chatin Paul Lafargue Patrick Pilet              | Oreca 07                       | G     | 121   | 4 h 00 min 54 s 476 |
| 1      | LMP2   | 28 | IDEC Sport                | Paul-Loup Chatin Paul Lafargue Patrick Pilet              | Gibson GK428 4,2 l V8 Atmo     | G     | 121   | 4 h 00 min 54 s 476 |
| 2      | LMP2   | 65 | Panis Racing              | Julien Canal Nicolas Jamin Job van Uitert                 | Oreca 07                       | G     | 121   | + 13 s 209          |
| 2      | LMP2   | 65 | Panis Racing              | Julien Canal Nicolas Jamin Job van Uitert                 | Gibson GK428 4,2 l V8 Atmo     | G     | 121   | + 13 s 209          |
| 3      | LMP2   | 21 | Mühlner Motorsport        | Matthias Kaiser Thomas Laurent Ugo de Wilde               | Oreca 07                       | G     | 121   | + 28 s 177          |
| 3      | LMP2   | 21 | Mühlner Motorsport        | Matthias Kaiser Thomas Laurent Ugo de Wilde               | Gibson GK428 4,2 l V8 Atmo     | G     | 121   | + 28 s 177          |
| 4      | LMP2   | 22 | United Autosports         | Tom Gamble Philip Hanson Duncan Tappy                     | Oreca 07                       | G     | 121   | + 29 s 066          |
| 4      | LMP2   | 22 | United Autosports         | Tom Gamble Philip Hanson Duncan Tappy                     | Gibson GK428 4,2 l V8 Atmo     | G     | 121   | + 29 s 066          |
| 5 †    | LMP2   | 9  | Prema Racing              | Lorenzo Colombo Louis Delétraz Ferdinand Habsburg         | Oreca 07                       | G     | 121   | + 29 s 496          |
| 5 †    | LMP2   | 9  | Prema Racing              | Lorenzo Colombo Louis Delétraz Ferdinand Habsburg         | Gibson GK428 4,2 l V8 Atmo     | G     | 121   | + 29 s 496          |
| 6      | LMP2   | 24 | Nielsen Racing            | Matthew Bell Ben Hanley Rodrigo Sales                     | Oreca 07                       | G     | 121   | + 29 s 702          |
| 6      | LMP2   | 24 | Nielsen Racing            | Matthew Bell Ben Hanley Rodrigo Sales                     | Gibson GK428 4,2 l V8 Atmo     | G     | 121   | + 29 s 702          |
| 7      | LMP2   | 34 | Racing Team Turkey        | Jack Aitken Charlie Eastwood Salih Yoluç                  | Oreca 07                       | G     | 121   | + 29 s 768          |
| 7      | LMP2   | 34 | Racing Team Turkey        | Jack Aitken Charlie Eastwood Salih Yoluç                  | Gibson GK428 4,2 l V8 Atmo     | G     | 121   | + 29 s 768          |
| 8      | LMP2   | 37 | Cool Racing               | Niklas Krütten Nicolas Lapierre Yifei Ye                  | Oreca 07                       | G     | 121   | + 31 s 790          |
| 8      | LMP2   | 37 | Cool Racing               | Niklas Krütten Nicolas Lapierre Yifei Ye                  | Gibson GK428 4,2 l V8 Atmo     | G     | 121   | + 31 s 790          |
| 9      | LMP2   | 47 | Algarve Pro Racing        | James Allen John Falb Alex Peroni                         | Oreca 07                       | G     | 121   | + 33 s 875          |
| 9      | LMP2   | 47 | Algarve Pro Racing        | James Allen John Falb Alex Peroni                         | Gibson GK428 4,2 l V8 Atmo     | G     | 121   | + 33 s 875          |
| 10     | LMP2   | 19 | Algarve Pro Racing        | Sophia Flörsch Bent Viscaal                               | Oreca 07                       | G     | 121   | + 44 s 459          |
| 10     | LMP2   | 19 | Algarve Pro Racing        | Sophia Flörsch Bent Viscaal                               | Gibson GK428 4,2 l V8 Atmo     | G     | 121   | + 44 s 459          |
| 11     | LMP2   | 43 | Inter Europol Competition | Pietro Fittipaldi David Heinemeier Hansson Fabio Scherer  | Oreca 07                       | G     | 121   | + 46 s 571          |
| 11     | LMP2   | 43 | Inter Europol Competition | Pietro Fittipaldi David Heinemeier Hansson Fabio Scherer  | Gibson GK428 4,2 l V8 Atmo     | G     | 121   | + 46 s 571          |
| 12     | LMP2   | 88 | AF Corse                  | Nicklas Nielsen François Perrodo Alessio Rovera           | Oreca 07                       | G     | 120   | + 1 tour            |
| 12     | LMP2   | 88 | AF Corse                  | Nicklas Nielsen François Perrodo Alessio Rovera           | Gibson GK428 4,2 l V8 Atmo     | G     | 120   | + 1 tour            |
| 13     | LMP2   | 31 | TDS Racing x Vaillante    | Mathias Beche Philippe Cimadomo Tijmen van der Helm       | Oreca 07                       | G     | 120   | + 1 tour            |
| 13     | LMP2   | 31 | TDS Racing x Vaillante    | Mathias Beche Philippe Cimadomo Tijmen van der Helm       | Gibson GK428 4,2 l V8 Atmo     | G     | 120   | + 1 tour            |
| 14     | LMP2   | 35 | BHK Motorsport            | Francesco Dracone Sergio Campana Markus Pommer            | Oreca 07                       | G     | 120   | + 1 tour            |
| 14     | LMP2   | 35 | BHK Motorsport            | Francesco Dracone Sergio Campana Markus Pommer            | Gibson GK428 4,2 l V8 Atmo     | G     | 120   | + 1 tour            |
| 15     | LMP2   | 51 | Team Virage               | Gabriel Aubry Rob Hodes Jazeman Jaafar                    | Oreca 07                       | G     | 120   | + 1 tour            |
| 15     | LMP2   | 51 | Team Virage               | Gabriel Aubry Rob Hodes Jazeman Jaafar                    | Gibson GK428 4,2 l V8 Atmo     | G     | 120   | + 1 tour            |
| 16     | LMP2   | 40 | Graff Racing              | David Droux Sébastien Page Eric Trouillet                 | Oreca 07                       | G     | 119   | + 2 tours           |
| 16     | LMP2   | 40 | Graff Racing              | David Droux Sébastien Page Eric Trouillet                 | Gibson GK428 4,2 l V8 Atmo     | G     | 119   | + 2 tours           |
| 17     | LMP3   | 13 | Inter Europol Competition | Charles Crews Nico Pino Guilherme Oliveira                | Ligier JS P320                 | M     | 117   | + 4 tours           |
| 17     | LMP3   | 13 | Inter Europol Competition | Charles Crews Nico Pino Guilherme Oliveira                | Nissan VK56 5,6 l V8 Atmo      | M     | 117   | + 4 tours           |
| 18     | LMP3   | 6  | 360 Racing                | Ross Kaiser Mark Richards Terrence Woodward               | Ligier JS P320                 | M     | 117   | + 4 tours           |
| 18     | LMP3   | 6  | 360 Racing                | Ross Kaiser Mark Richards Terrence Woodward               | Nissan VK56 5,6 l V8 Atmo      | M     | 117   | + 4 tours           |
| 19     | LMP3   | 11 | Eurointernational         | Max Koebolt Jérôme de Sadeleer (en)                       | Ligier JS P320                 | M     | 117   | + 4 tours           |
| 19     | LMP3   | 11 | Eurointernational         | Max Koebolt Jérôme de Sadeleer (en)                       | Nissan VK56 5,6 l V8 Atmo      | M     | 117   | + 4 tours           |
| 20     | LMP3   | 5  | RLR Msport                | Nick Adcock Michael Jensen Alex Kapadia                   | Ligier JS P320                 | M     | 116   | + 5 tours           |
| 20     | LMP3   | 5  | RLR Msport                | Nick Adcock Michael Jensen Alex Kapadia                   | Nissan VK56 5,6 l V8 Atmo      | M     | 116   | + 5 tours           |
| 21     | LMP3   | 2  | United Autosports         | Josh Caygill Bailey Voisin Finn Gehrsitz                  | Ligier JS P320                 | M     | 116   | + 5 tours           |
| 21     | LMP3   | 2  | United Autosports         | Josh Caygill Bailey Voisin Finn Gehrsitz                  | Nissan VK56 5,6 l V8 Atmo      | M     | 116   | + 5 tours           |
| 22     | LMP3   | 27 | Cool Racing               | Antoine Doquin Jean-Ludovic Foubert Nicolas Maulini       | Ligier JS P320                 | M     | 116   | + 5 tours           |
| 22     | LMP3   | 27 | Cool Racing               | Antoine Doquin Jean-Ludovic Foubert Nicolas Maulini       | Nissan VK56 5,6 l V8 Atmo      | M     | 116   | + 5 tours           |
| 23     | LMGTE  | 77 | Proton Competition        | Gianmaria Bruni Lorenzo Ferrari Christian Ried            | Porsche 911 RSR-19             | G     | 115   | + 6 tours           |
| 23     | LMGTE  | 77 | Proton Competition        | Gianmaria Bruni Lorenzo Ferrari Christian Ried            | Porsche 4,2 l Flat-6 Atmo      | G     | 115   | + 6 tours           |
| 24     | LMGTE  | 57 | Car Guy Racing            | Mikkel Jensen Takeshi Kimura Frederik Schandorff          | Ferrari 488 GTE Evo            | G     | 115   | + 6 tours           |
| 24     | LMGTE  | 57 | Car Guy Racing            | Mikkel Jensen Takeshi Kimura Frederik Schandorff          | Ferrari F154CB 3,9 l V8 Turbo  | G     | 115   | + 6 tours           |
| 25     | LMGTE  | 18 | Absolute Racing           | Andrew Haryanto Alessio Picariello Martin Rump            | Porsche 911 RSR-19             | G     | 115   | + 6 tours           |
| 25     | LMGTE  | 18 | Absolute Racing           | Andrew Haryanto Alessio Picariello Martin Rump            | Porsche 4,2 l Flat-6 Atmo      | G     | 115   | + 6 tours           |
| 26     | LMGTE  | 83 | Iron Lynx                 | Sarah Bovy Rahel Frey Michelle Gatting                    | Ferrari 488 GTE Evo            | G     | 115   | + 6 tours           |
| 26     | LMGTE  | 83 | Iron Lynx                 | Sarah Bovy Rahel Frey Michelle Gatting                    | Ferrari F154CB 3,9 l V8 Turbo  | G     | 115   | + 6 tours           |
| 27     | LMP3   | 7  | Nielsen Racing            | James Littlejohn Anthony Wells                            | Ligier JS P320                 | M     | 115   | + 6 tours           |
| 27     | LMP3   | 7  | Nielsen Racing            | James Littlejohn Anthony Wells                            | Nissan VK56 5,6 l V8 Atmo      | M     | 115   | + 6 tours           |
| 28     | LMGTE  | 32 | Rinaldi Racing            | Pierre Ehret Nicolas Varrone Gabriele Lancieri (en)       | Ferrari 488 GTE Evo            | G     | 115   | + 6 tours           |
| 28     | LMGTE  | 32 | Rinaldi Racing            | Pierre Ehret Nicolas Varrone Gabriele Lancieri (en)       | Ferrari F154CB 3,9 l V8 Turbo  | G     | 115   | + 6 tours           |
| 29     | LMGTE  | 66 | JMW Motorsport            | Giacomo Petrobelli Sean Hudspeth Matthew Payne            | Ferrari 488 GTE Evo            | G     | 115   | + 6 tours           |
| 29     | LMGTE  | 66 | JMW Motorsport            | Giacomo Petrobelli Sean Hudspeth Matthew Payne            | Ferrari F154CB 3,9 l V8 Turbo  | G     | 115   | + 6 tours           |
| 30     | LMGTE  | 55 | Spirit of Race            | Duncan Cameron Matthew Griffin David Perel                | Ferrari 488 GTE Evo            | G     | 115   | + 6 tours           |
| 30     | LMGTE  | 55 | Spirit of Race            | Duncan Cameron Matthew Griffin David Perel                | Ferrari F154CB 3,9 l V8 Turbo  | G     | 115   | + 6 tours           |
| 31     | LMP3   | 4  | DKR Engineering           | James Winslow Alexander Bukhantsov Sebastián Álvarez (en) | Duqueine M30 - D08             | M     | 114   | + 7 tours           |
| 31     | LMP3   | 4  | DKR Engineering           | James Winslow Alexander Bukhantsov Sebastián Álvarez (en) | Nissan VK56 5,6 l V8 Atmo      | M     | 114   | + 7 tours           |
| 32     | LMGTE  | 33 | Rinaldi Racing            | Christian Hook Fabrizio Crestani Jeroen Bleekemolen       | Ferrari 488 GTE Evo            | G     | 114   | + 7 tours           |
| 32     | LMGTE  | 33 | Rinaldi Racing            | Christian Hook Fabrizio Crestani Jeroen Bleekemolen       | Ferrari F154CB 3,9 l V8 Turbo  | G     | 114   | + 7 tours           |
| 33     | LMGTE  | 69 | Oman Racing avec TF Sport | Ahmad Al Harthy Sam De Haan Marco Sørensen                | Aston Martin Vantage AMR       | G     | 113   | + 8 tours           |
| 33     | LMGTE  | 69 | Oman Racing avec TF Sport | Ahmad Al Harthy Sam De Haan Marco Sørensen                | Aston Martin 4,0 l V8 Bi-Turbo | G     | 113   | + 8 tours           |
| 34     | LMGTE  | 95 | Oman Racing avec TF Sport | Jonny Adam John Hartshorne Henrique Chaves                | Aston Martin Vantage AMR       | G     | 112   | + 9 tours           |
| 34     | LMGTE  | 95 | Oman Racing avec TF Sport | Jonny Adam John Hartshorne Henrique Chaves                | Aston Martin 4,0 l V8 Bi-Turbo | G     | 112   | + 9 tours           |
| N.c.   | LMP3   | 10 | Eurointernational         | Xavier Lloveras Glenn van Berlo (en) Adrien Chila         | Ligier JS P320                 | M     | 116   |                     |
| N.c.   | LMP3   | 10 | Eurointernational         | Xavier Lloveras Glenn van Berlo (en) Adrien Chila         | Nissan VK56 5,6 l V8 Atmo      | M     | 116   |                     |
| N.c.   | LMP3   | 17 | Cool Racing               | Mike Benham Malthe Jakobsen Maurice Smith                 | Ligier JS P320                 | M     | 44    |                     |
| N.c.   | LMP3   | 17 | Cool Racing               | Mike Benham Malthe Jakobsen Maurice Smith                 | Nissan VK56 5,6 l V8 Atmo      | M     | 44    |                     |
| N.c.   | LMP3   | 3  | United Autosports         | Jim McGuire Andrew Bentley Kay Van Berlo                  | Ligier JS P320                 | M     | 26    |                     |
| N.c.   | LMP3   | 3  | United Autosports         | Jim McGuire Andrew Bentley Kay Van Berlo                  | Nissan VK56 5,6 l V8 Atmo      | M     | 26    |                     |
| N.c.   | LMP3   | 14 | Inter Europol Competition | Noam Abramczyk James Dayson Mateusz Kaprzyk               | Ligier JS P320                 | M     | 15    | Contact             |
| N.c.   | LMP3   | 14 | Inter Europol Competition | Noam Abramczyk James Dayson Mateusz Kaprzyk               | Nissan VK56 5,6 l V8 Atmo      | M     | 15    | Contact             |
| N.c.   | LMP2   | 30 | Duqueine Team             | Richard Bradley Reshad de Gerus Memo Rojas                | Oreca 07                       | G     | 10    | Contact             |
| N.c.   | LMP2   | 30 | Duqueine Team             | Richard Bradley Reshad de Gerus Memo Rojas                | Gibson GK428 4,2 l V8 Atmo     | G     | 10    | Contact             |
| N.c.   | LMGTE  | 93 | Proton Competition        | Michael Fassbender Richard Lietz Zacharie Robichon        | Porsche 911 RSR-19             | G     | 8     | Contact             |
| N.c.   | LMGTE  | 93 | Proton Competition        | Michael Fassbender Richard Lietz Zacharie Robichon        | Porsche 4,2 l Flat-6 Atmo      | G     | 8     | Contact             |
| N.c.   | LMP3   | 15 | RLR Msport                | Valentino Catalano Horst Felbermayr, Jr. Austin McCusker  | Ligier JS P320                 | M     | 2     |                     |
| N.c.   | LMP3   | 15 | RLR Msport                | Valentino Catalano Horst Felbermayr, Jr. Austin McCusker  | Nissan VK56 5,6 l V8 Atmo      | M     | 2     |                     |
| Dsq. ‡ | LMGTE  | 60 | Iron Lynx                 | Matteo Cressoni Davide Rigon Claudio Schiavoni            | Ferrari 488 GTE Evo            | G     | 115   | + 6 tours           |
| Dsq. ‡ | LMGTE  | 60 | Iron Lynx                 | Matteo Cressoni Davide Rigon Claudio Schiavoni            | Ferrari F154CB 3,9 l V8 Turbo  | G     | 115   | + 6 tours           |

- ‡ La Ferrari 488 GTE Evo no 60 de l'écurie italienne Iron Lynx a été disqualifié à l'issue de la course car après avoir passé le drapeau à damier, cette même voiture avait été poussée par la Ferrari 488 GTE Evo no 83 de l'écurie italienne Iron Lynx afin de rejoindre le parc fermé[4].
- † L'Oreca 07 no 9 de l'écurie italienne Prema Racing a reçu une pénalité de 10 secondes à l'issue de la course pour avoir trop ralenti a l'entrée des stands (30 km/h) et ainsi créé une situation non sécurisée pour les autres voitures[5].
- † Les voitures no 7, no 11 et no 27 ont réçu une pénalité de temps à l'issue de la course pour ne pas avoir suivi la réglementation des arrêts au stands.

## Pole position et record du tour
- Pole position :  Mathias Beche sur no 31 TDS Racing x Vaillante en 1 min 38 s 032.
- Meilleur tour en course :  Ferdinand Habsburg sur no 31 Prema Racing en 1 min 39 s 531 au 6e tour.

## Tours en tête
- no 65 Oreca 07 - Panis Racing : 6 tours (1-2 / 111-113)[6]
- no 37 Oreca 07 - Cool Racing : 28 tours (4-24 / 27-29 / 46-48 / 92)
- no 40 Oreca 07 - Graff Racing : 2 tours (25-26)
- no 9 Oreca 07 - Prema Racing : 13 tours (30-31)
- no 19 Oreca 07 - Algarve Pro Racing : 14 tours (32-45 / 70-80)
- no 28 Oreca 07 - IDEC Sport : 56 tours (49-69 / 81-91 / 94-110 / 115-121)
- no 21 Oreca 07 - Mühlner Motorsport : 2 tours (93 / 114)

## À noter
- Longueur du circuit : 5,793 km
- Distance parcourue par les vainqueurs : 700,953 km